# 滇良
滇良（?—1世纪），烧当羌首领。生活在东汉汉光武帝刘秀时代。他是烧当羌始祖烧当的玄孙。本来是居住在黄河以北的大允谷（今青海省贵德县），因多次遭到先零种羌侵扰，部落贫弱。乘汉军击败先零羌时，滇良联合其他诸羌，击败了先零羌，夺得了大榆中地（今青海省贵德）。利用当地的自然条件，率部人从事农牧业生产，使烧当部羌日趋强盛。烧当羌开始强大，在王莽末年、更始时期、隗嚣时期，不断侵入内地。滇良死后，儿子滇吾继立。
| 前任： 烧当 | 烧当羌首领 1世纪初 | 繼任： 滇吾 |